# Danuta Góralska-Nowak
Danuta Góralska-Nowak (ur. 26 czerwca 1953 w Morągu) – polska poetka i pisarka.

## Biogram
Danuta Góralska-Nowak debiutowała w „Almanachu Korespondencyjnego Klubu Młodych Pisarzy” (1977). Wiersze publikowała w „Informatorze Kulturalnym Województwa Wałbrzyskiego”, „Niezależnym Słowie”, „Trybunie Wałbrzyskiej”, „Tygodniku Wałbrzyskim”, „Wiadomościach Wałbrzyskich” oraz w licznych antologiach w Polsce i za granicą. Jest wielokrotną laureatką konkursów poetyckich i turniejów jednego wiersza.

„Droga do domu” jest zbiorem próz poetyckich, osobistych przemyśleń, które znalazły ujście w krótkiej, a jednak niezwykle (za sprawą kunsztu słowa) pojemnej formie. Poetka dotyka spraw istotnych dla każdego człowieka: miłość, cierpienie, rodzina, Bóg, przeciw któremu się nie buntuje, bo wie, że człowiek jest tylko gliną w Jego rękach i mikronem w kosmosie. Jacek Hnidiuk

## Publikacje
- Kareta dam (1999), wspólnie z  E. Gargałą, T. Misior-Zalewską, W. Raczkiewicz, ISBN 83-912889-0-0
- Pijana Wenus (2007)
- Nic się nie stało (2009) OCLC 751310068
- Droga do domu (2010), proza poetycka, ISBN 978-83-909844-2-1
- Szpicbergen (2016), zbiór opowiadań, ISBN 83-88257-33-1[4]
- Niedotyk (2023)[5]

Antologie
- I co dalej? (2015), inni autorzy: Arturo Jarmułowski, Gwidon Hefid, Anna Wach OCLC 909153523
- Pegas nad Broumovem. Antologie poezie účastníků Dnů poezie v Broumově 2010-2019, Broumov, (2019) OCLC 1150776163
- Ucieszyło mnie ich zmartwychwstanie,  (2022), ISBN 978-83-66996-48-9

## Nagrody
- 2010 - główna nagroda w III Ogólnopolskim Konkursie na Autorską Książkę Literacką Świdnica 2010 za Drogę do domu.